# Alexandre Licata
Alexandre Licata (Grenoble, 2 gennaio 1984) è un ex calciatore francese, di ruolo attaccante.

## Carriera

### Club
Nato a Grenoble, è cresciuto nelle giovanili della squadra della sua città natale, il Grenoble Foot 38. Nel 2003 si è trasferito al Lilla dove rimane per tutta la stagione collezionando venticinque presenze nella squadra delle riserve, militante nel CFA, senza però scendere in campo con la formazione titolare.
L'anno successivo Licata passa al Louhans-Cuiseaux, appena retrocesso dal Championnat National. Con la squadra di Borgogna milita fino al 2006, segnando 20 gol in 38 presenze e contribuendo alla promozione della squadra nel Championnat National nel 2006.
All'inizio della stagione 2006-07 si trasferisce al Monaco, restandovi fino al gennaio del 2007 (senza collezionare nessuna presenza), quando viene ceduto in prestito al Gueugnon, squadra della Ligue 2, con il quale disputa solamente cinque partite a causa di un infortunio. Per la stagione 2007-08 viene ceduto, sempre in prestito, al Bastia, altra squadra della Ligue 2 francese, con cui gioca 26 partite realizzando 4 reti.
Solo nella stagione 2008-09 il Monaco lo conferma nella rosa della prima squadra, con cui realizza 2 reti, giocando 6 gare, nei primi due mesi di Ligue 1.
Nell'estate del 2009 passa all'Auxerre.
Il 1º giugno 2012, all'età di 28 anni, annuncia il ritiro dalle competizioni calcistiche, dopo tre anni di inattività dovuti a un grave infortunio alla caviglia destra.